# الذي سرق النجمة

الذي سرق النجمة هي مجموعة قصصية للأديبة د.سناء شعلان، صدرت في العام 2015 عن دار أمواج للنشر والتوزيع في الأردن.وهي تتكوّن من سلسلة إصدارات سناء شعلان في فنّ القصّة القصيرة، وهي تقع في162 صفحة من القطع الصّغير، وتتكوّن من أربع عشرة قصّة قصيرة، تحمل على التّوالي العناوين التّالية:" الذي سرق نجمة، منامات السهاد، حيث البحر لا يصلي، الضّياع في عيني رجل الجبل، الاستغوار في الجحيم، جريمة كتابة، راقصة الطاغية، أبو دوح، سحر وداد، غالية سيدة الحكايا، العيون التي ترى، حدث في مكان ما، يوميّات إنسان مهزوم.
وقد نالت هذه المجموعة الكثير من الجوائز العالميّة والعربيّة، منها: جائزة زحمة كتاب للثقافة والنّشر الدّوليّة، وجائزة أفضل صحفي في جريدة رأي الأمّة، وجائزة صلاح هلال الأدبيّة، وجائزة مهرجان القلم الحرّ للإبداع العربيّ، وجائزة القصّة الومضة العالميّة، وجائزة منظمّة كتّاب بلا حدود، وجائزة أحمد بوزفور للقصّة القصيرة، وجائزة معبر المضيق.
وهذه المجموعة هي تمثيل حقيقي وناضج لتجربة سناء شعلان في الكتابة القصصية؛ إذ أنّها تنحاز إلى اللّغة المتفرّدة التي تنتصر للمعمار اللّغوي الرّاقي الذي لا يقبل أن يتنازل عن جماله واستدعاءاته في سبيل مخاطبة المتلقّي ضمن شرائحه كاملة، بل هي تأخذ المتلقي في رحلة لغويّة خاصّة في سهوب من الجمال والانتقاء، لتصل به إلى مبتغى مغامرة الشّكل من أجل حمل الفكرة والرّسالة التي لا يمكن إلاّ أن تكتمل أو توصّف دون التّعاطي مع الثيمات الكبرى في هذه المجموعة التي تتلخّص في الحريّة والخير والجمال في أشكاله المتنوّعة التي تتضافر جميعاً لأجل الثّورة على التعنصر والقبح والظلم والاستبداد والقسوة.
هذه المجموعة تملك لساناً لا يعرف الخوف أو الازدجار، ويصمّم على أن يتصدّى للظلّم والظالمين، ليكون خصمهم الذي لا يعرف مهادنة، هي صوت الثّورة والرّفض والإصرار على الحياة والعدالة والكرامة، هي إعلاء لقيم الجمال في كلّ مكان وزمان، هي تلك الكلمات التي لا نقولها جهراً إلاّ نادراً، في حين نهمس بها سرّاً لأنفسنا في كلّ لحظة.
وتمثّلاً لهذه الكلمات والأفكار والقيم فقد عزفت المجموعة على أكثر من وتر شكليّ، فزاوجت بين الشّكلذ التّقليديّ والحداثيّ، واستعارت أشكالاً قصصيّة تراثيّة متوالدة، واستسلمت أكثر من مرّة للتّجريب في تكوين معمار الشّكل، وقفزت بين فضاءات مختلفة، واستدعت أنماطاً سرديّة متداخلة لتجهر بما تريد أن تقوله بكلّ صدق وصراحة".

## بعض الدراسات المتخصصة عنها
- ما بين «الذي سرق نجمة» جدار صلد لا يعرف الخذلان": علي الستراوي
- الذي سرق نجمة للدكتورة سناء الشعلان: أ.د.عدنان الظاهر.
- الذي سرق نجمة مجموعة قصصية لسناء الشعلان: نزار حسين راشد.
- قراءة في مجموعة «الذي سرق نجمة» لسناء الشّعلان:  انتصار الفكرة واقتناص الشّكل ومغامرة السّرد: د.زياد أبو لبن.
- قصص سناء الشعلان وتقنية الإستشراق.. إضاءات سردية وتمظهرات تجريبية: أ.د سمير الخليل.
- الضياعُ في عينيّ رجل الجبل: د.عدنان الظاهر